# Prima Categoria Basilicata 1965-1966
Il campionato di calcio di Prima Categoria 2023-2024 è stato il V livello del campionato italiano. A carattere regionale, fu il settimo campionato dilettantistico con questo nome dopo la riforma voluta da Zauli del 2020.
Questi sono i gironi organizzati della regione Basilicata.

## Basilicata

### Girone A

#### Squadre partecipanti
| Squadra              | Città (provincia)      | Stagione precedente |
| -------------------- | ---------------------- | ------------------- |
| Atlas Montescaglioso | Montescaglioso (MT)    |                     |
| U.S. Bernalda        | Bernalda (MT)          |                     |
| S.C. Centonze        | Ferrandina (MT)        |                     |
| Pol. Cristo Re       | Pisticci (MT)          |                     |
| U.S. Eraclea         | Policoro (MT)          |                     |
| Pol. Libertas        | Ferrandina (MT)        |                     |
| A.S. Montalbano      | Montalbano Jonico (MT) |                     |
| S.C. Montescaglioso  | Montescaglioso (MT)    |                     |
| U.S. Pisticci        | Pisticci (MT)          |                     |
| Rigamonti            | Matera                 |                     |
| Spada Montalbano     | Montalbano Jonico (MT) |                     |
| U.S. Tursi           | Tursi (MT)             |                     |

#### Classifica finale
|  | Pos. | Squadra               | Pt      | G  | V  | N | P  | GF | GS | DR  |
|  | ---- | --------------------- | ------- | -- | -- | - | -- | -- | -- | --- |
|  | 1.   | Bernalda              | 32      | 18 | 14 | 4 | 0  | 47 | 7  | +40 |
|  | 2.   | Atlas Montescaglioso  | 27      | 18 | 12 | 3 | 3  | 32 | 15 | +17 |
|  | 3.   | Eraclea (-1)          | 24      | 18 | 11 | 3 | 4  | 33 | 18 | +15 |
|  | 4.   | Cristo Re             | 20      | 18 | 8  | 4 | 6  | 16 | 15 | +1  |
|  | 5.   | Rigamonti             | 19      | 18 | 8  | 3 | 7  | 48 | 29 | +19 |
|  | 6.   | Libertas              | 13      | 18 | 5  | 3 | 10 | 18 | 43 | -25 |
|  | 6.   | Centonze              | 13      | 18 | 6  | 1 | 11 | 18 | 23 | -5  |
|  | 8.   | Montalbano (-2)       | 10      | 18 | 5  | 2 | 11 | 15 | 28 | -13 |
|  | 9.   | Spada Montalbano (-1) | 8       | 18 | 3  | 3 | 12 | 13 | 22 | -9  |
|  | 10.  | Pisticci              | 6       | 18 | 2  | 2 | 14 | 10 | 40 | -30 |
|  | --.  | Montescaglioso        | Esclusa |    |    |   |    |    |    |     |
|  | --   | Tursi                 | Esclusa |    |    |   |    |    |    |     |

Legenda:
      Ammesso alle finali regionali.
      Retrocesso in Seconda Categoria.
      Ritirato dal campionato e retrocesso.
Regolamento:
Due punti a vittoria, uno a pareggio, zero a sconfitta.
Note:
Eraclea e Spada Montalbano hanno scontato 1 punto di penalizzazione in classifica per una rinuncia.
Moltalbano ha scontato 2 punti di penalizzazione in classifica per due rinunce.

### Girone B

#### Squadre partecipanti
| Squadra               | Città (provincia)    | Stagione precedente |
| --------------------- | -------------------- | ------------------- |
| E. Gianturco          | Avigliano (PZ)       |                     |
| U.S. Folgore Bernalda | Bernalda (MT)        |                     |
| U.S. Irsina           | Irsina (MT)          |                     |
| A.S. Libertas         | Scanzano Jonico (MT) |                     |
| U.S. Libertas Invicta | Potenza              |                     |
| Radotti Sud           | Potenza              |                     |
| Risorgimento          | Potenza              |                     |
| Pol. Tricarico        | Tricarico (MT)       |                     |

#### Classifica finale
|  | Pos. | Squadra          | Pt | G  | V  | N | P  | GF | GS | DR  |
|  | ---- | ---------------- | -- | -- | -- | - | -- | -- | -- | --- |
|  | 1.   | Folgore Bernalda | 23 | 14 | 11 | 1 | 2  | 48 | 16 | +32 |
|  | 2.   | Libertas Invicta | 22 | 14 | 10 | 2 | 2  | 36 | 12 | +24 |
|  | 3.   | Libertas         | 22 | 14 | 10 | 2 | 2  | 35 | 15 | +20 |
|  | 4.   | Risorgimento     | 17 | 14 | 8  | 1 | 5  | 23 | 17 | +6  |
|  | 5.   | E. Gianturco     | 13 | 14 | 5  | 3 | 6  | 28 | 27 | +1  |
|  | 6.   | Tricarico        | 7  | 14 | 3  | 1 | 10 | 19 | 40 | -21 |
|  | 7.   | Irsina           | 4  | 14 | 1  | 2 | 13 | 16 | 41 | -25 |
|  | 8.   | Radotti Sud (-1) | 1  | 14 | 1  | 0 | 13 | 6  | 43 | -37 |

Legenda:
      Ammesso alle finali regionali.
      Retrocesso in Seconda Categoria.
Regolamento:
Due punti a vittoria, uno a pareggio, zero a sconfitta.
Note:
Radotti Sud Potenza ha scontato 1 punto di penalizzazione in classifica per una rinuncia.

### Girone C

#### Squadre partecipanti
| Squadra                 | Città (provincia)         | Stagione precedente |
| ----------------------- | ------------------------- | ------------------- |
| A.S. Angelo Cristofaro  | Oppido Lucano (PZ)        |                     |
| A.S. Genzano            | Genzano di Lucania (PZ)   |                     |
| A.S. Lavello            | Lavello (PZ)              |                     |
| Libertas Avigliano      | Avigliano (PZ)            |                     |
| Libertas Palazzo        | Palazzo San Gervasio (PZ) |                     |
| Pol. Michelino De Bonis | Pietragalla (PZ)          |                     |
| Pol. Orazio Flacco      | Venosa (PZ)               |                     |
| A.S. Ruvo               | Ruvo del Monte (PZ)       |                     |
| C.S. Vultur             | Rionero in Vulture (PZ)   |                     |

#### Classifica finale
|  | Pos. | Squadra                | Pt | G  | V  | N | P  | GF | GS | DR  |
|  | ---- | ---------------------- | -- | -- | -- | - | -- | -- | -- | --- |
|  | 1.   | Orazio Flacco          | 28 | 16 | 13 | 2 | 1  | 57 | 4  | +53 |
|  | 2.   | Lavello                | 23 | 16 | 11 | 1 | 4  | 49 | 16 | +33 |
|  | 3.   | Vultur Rionero         | 19 | 16 | 8  | 3 | 5  | 42 | 21 | +21 |
|  | 4.   | Libertas Avigliano     | 18 | 16 | 8  | 2 | 6  | 41 | 30 | +11 |
|  | 5.   | Libertas Palazzo (-1)  | 16 | 16 | 7  | 3 | 6  | 29 | 23 | +6  |
|  | 6.   | Genzano                | 15 | 16 | 6  | 3 | 7  | 17 | 20 | -3  |
|  | 7.   | Michelino De Bonis     | 12 | 16 | 5  | 2 | 9  | 26 | 45 | -19 |
|  | 8.   | Ruvo                   | 8  | 16 | 3  | 2 | 11 | 18 | 42 | -24 |
|  | 9.   | Angelo Cristofaro (-1) | 1  | 16 | 1  | 0 | 15 | 15 | 93 | -78 |

Legenda:
      Ammesso alle finali regionali.
      Retrocesso in Seconda Categoria.
Regolamento:
Due punti a vittoria, uno a pareggio, zero a sconfitta.
Note:
Angelo Cristofaro e Libertas Palazzo hanno scontato 1 punto di penalizzazione in classifica per una rinuncia.

### Girone D

#### Squadre partecipanti
| Squadra            | Città (provincia)           | Stagione precedente           |
| ------------------ | --------------------------- | ----------------------------- |
| Acquafredda        | Maratea (PZ)                |                               |
| U.S. Castelluccese | Castelluccio Inferiore (PZ) |                               |
| Fides Senise       | Senise (PZ)                 |                               |
| U.S. Lagonegrese   | Lagonegro (PZ)              |                               |
| Laurus Lauria      | Lauria (PZ)                 |                               |
| S.C. Maratea       | Maratea (PZ)                |                               |
| U.S. Moliternese   | Moliterno (PZ)              | 5º posto in Prima Categoria D |

#### Classifica finale
|  | Pos. | Squadra       | Pt | G  | V | N | P  | GF | GS | DR  |
|  | ---- | ------------- | -- | -- | - | - | -- | -- | -- | --- |
|  | 1.   | Laurus Lauria | 21 | 12 | 9 | 3 | 0  | 42 | 15 | +27 |
|  | 2.   | Lagonegrese   | 17 | 12 | 7 | 3 | 2  | 24 | 14 | +10 |
|  | 3.   | Maratea       | 14 | 12 | 7 | 0 | 5  | 23 | 15 | +8  |
|  | 4.   | Moliternese   | 13 | 12 | 6 | 1 | 5  | 32 | 24 | +8  |
|  | 5.   | Acquafredda   | 9  | 12 | 4 | 1 | 7  | 22 | 31 | -9  |
|  | 6.   | Castelluccese | 9  | 12 | 3 | 3 | 6  | 15 | 39 | -24 |
|  | 7.   | Fides Senise  | 1  | 12 | 0 | 1 | 11 | 9  | 49 | -40 |

Legenda:
      Ammesso alle finali regionali.
      Retrocesso in Seconda Categoria.
Regolamento:
Due punti a vittoria, uno a pareggio, zero a sconfitta.

### Finali regionali

#### Girone finale
|  | Pos. | Squadra            | Pt | G | V | N | P | GF | GS | DR |
|  | ---- | ------------------ | -- | - | - | - | - | -- | -- | -- |
|  | 1.   | Bernalda           | 10 | 6 | 4 | 2 | 0 | 14 | 6  | +8 |
|  | 2.   | Folgore Bernalda   | 9  | 6 | 4 | 1 | 1 | 13 | 7  | +6 |
|  | 3.   | Orazio Flacco      | 2  | 6 | 1 | 0 | 5 | 4  | 13 | -9 |
|  | 4.   | Laurus Lauria (-2) | 1  | 6 | 1 | 1 | 4 | 8  | 13 | -5 |

Legenda:
      Promosso in Serie D 1966-1967.
Regolamento:
Due punti a vittoria, uno a pareggio, zero a sconfitta.
Note:
Laurus Lauria ha scontato 2 punti di penalizzazione in classifica per due rinunce.

### Libri
- Annuario F.I.G.C. 1965-1966, Roma (1966) conservato presso:
  - tutti i Comitati Regionali F.I.G.C.-L.N.D.;
  - la Lega Nazionale Professionisti;
  - la Biblioteca Nazionale Centrale di Firenze;
  - la Biblioteca Nazionale Centrale di Roma

### Giornali
- Archivio della Gazzetta dello Sport, anni 1965 e 1966, consultabile presso le Biblioteche:
  - Biblioteca Nazionale Braidense di Milano;
  - Biblioteca Nazionale Centrale di Firenze;
  - Biblioteca Nazionale Centrale di Roma;
  - Biblioteca Civica Berio di Genova;
  - e presso Emeroteca del C.O.N.I. di Roma (non è online ma è da consultare in sede).